# Cyrtandra ootensis
Cyrtandra ootensis är en tvåhjärtbladig växtart som beskrevs av F. Brown. Cyrtandra ootensis ingår i släktet Cyrtandra och familjen Gesneriaceae.

## Underarter
Arten delas in i följande underarter:
- C. o. fatuhivensis
- C. o. mollissima
- C. o. ootensis
- C. o. quaylei